# Desa Kebonagung (administrativ by i Indonesien, Jawa Timur, lat -8,04, long 112,61)
Desa Kebonagung är en administrativ by i Indonesien.   Den ligger i provinsen Jawa Timur, i den västra delen av landet, 700 km öster om huvudstaden Jakarta.